# 天美艺游
天美艺游（英語：Timi Studio）是腾讯互动娱乐所屬腾讯游戏旗下的游戏工作室，由琳琅天上總經理姚晓光組建，主要開發手機遊戲，也是騰訊遊戲工作室中最早涉及手機遊戲開發的工作室。2014年，腾讯互动娱乐调整旗下工作室，天美艺游併入天美工作室群。天美艺游的主要作品為《天天爱消除》和《天天酷跑》，建立了騰訊的天天系列。

## 歷史
2012年騰訊在發展網頁遊戲業務受阻，改為發展手機遊戲業務。騰訊遊戲創始人任宇昕委任琳琅天上總經理姚晓光組建專注於手機遊戲的工作室，工作室以上海的腾讯互娱事业群新型游戏终端研究中心改組而成，2012年12月12日天美艺游工作室正式成立。姚晓光和王晓明負責改組工作，天美艺游改成扁平結構，團隊分拆成六個项目小組，五個產品，一個技術，各小組自主性高，負責人直接向姚晓光匯報工作。由於姚晓光和王晓明常駐深圳，與身處上海的團隊有異地管理問題，姚晓光決定直接管理最重要的兩個项目小組（《天天爱消除》和《天天酷跑》），小組成員30人轉到深圳辦公。同時姚晓光在騰訊內部事業群招聘專業人才，以提升工作室的開發能力，確保遊戲品質。
2013年初，工作室成立三個月後，手機遊戲市場發展迅速，騰訊高層認為要進行盡早全部佈局。為此天美艺游加開五個產品项目，並從琳琅天上要來部分人手參與開發工作。成立六個月後，姚晓光和王晓明再次對天美艺游進行改組，工作室劃分成三個產品中心和一個戰略預研中心。2013年8月4日，天美艺游首部作品《天天爱消除》發佈，首日獲得App Store免費榜首位，一個月後玩家達到1.4億人，每天活躍用戶達到3300萬人。9月16日，《天天酷跑》發佈，半月營收超過7000萬人民幣，發佈首月註冊用戶達到8000萬人。
2014年全球移动游戏开发者大会上，天美艺游獲得「2014年度最佳移动游戏团队」。同年10月9日，腾讯互动娱乐調整旗下遊戲工作室，天美艺游與琳琅天上、卧龙、五彩石部分成員合併為天美工作室群。

## 開發遊戲
2014年10月後，相關遊戲後續營運改由天美工作室群負責。
| 遊戲名稱       | 營運日期       | 備註             |
| -------------- | -------------- | ---------------- |
| 《天天爱消除》 | 2013年8月4日   | [ 1 ]            |
| 《天天连萌》   | 2013年         | [ 8 ]            |
| 《天天酷跑》   | 2013年9月16日  | [ 5 ]            |
| 《天天飞车》   | 2013年12月     | 琳琅天上合作開發 |
| 《天天逆战》   | 2013年         | [ 9 ]            |
| 《天天炫斗》   | 2014年4月16日  | [ 4 ]            |
| 《天天风之旅》 | 2014年10月26日 | [ 4 ]            |
| 《天天来塔防》 | 2014年10月     | [ 10 ]           |
| 《天天传奇》   | 2014年         | [ 4 ]            |
| 《天天星连萌》 | 2014年         | [ 4 ]            |